# 囲碁殿堂
囲碁殿堂（いごでんどう）は、囲碁の普及と発展に貢献した人物を顕彰するために設立された殿堂。
日本棋院が2004年、創立80周年記念事業の一環として、野球殿堂を参考に設立した。 有識者や棋士らで構成する囲碁殿堂表彰委員会によって選考され、2004年5月の第1回では対象が江戸時代の人物に限定された。 殿堂入りした人物は、2004年11月15日に日本棋院内に開館する囲碁殿堂資料館（資料館内の研究室は「大阪商業大学アミューズメント産業研究所東京分室」となっている）に胸像と功績を掲げて顕彰される。 

## 殿堂入り
- 第1回（2004年5月28日） - 徳川家康、一世本因坊算砂、四世本因坊道策、本因坊秀策
- 第2回（2005年9月28日） - 十二世本因坊丈和
- 第3回（2006年7月28日） - 大倉喜七郎、十四世本因坊秀和
- 第4回（2007年8月1日） - 十八世本因坊秀甫
- 第5回（2008年8月5日） - 十七世・十九世本因坊秀栄、二十一世本因坊秀哉
- 第6回（2009年8月28日） - 瀬越憲作
- 第7回（2010年7月23日） - 木谷実
- 第8回（2011年7月13日） - 岩本薫
- 第9回（2012年6月22日） - 安井算哲、陳毅
- 第10回（2013年7月16日） - 喜多文子
- 第11回（2014年7月18日） - 橋本宇太郎
- 第12回（2015年7月21日） - 呉清源
- 第13回（2016年7月19日） - 寛蓮、井上幻庵因碩
- 第14回（2017年10月24日） - 正岡子規
- 第15回（2018年10月29日） - 正力松太郎[1]
- 第16回（2019年10月8日） - 坂田栄男、趙南哲[2]
- 第17回（2020年10月30日） - 藤沢秀行[3]
- 第18回（2021年11月24日） - 高川格[4]
- 第19回（2022年11月11日） - 川端康成[5]
- 第20回（2023年10月25日） - 中村道碩、牧野伸顕、加藤正夫[6]
- 第21回（2024年10月23日） - 菊池康郎、林海峰、大竹英雄[7]

### 辞退
呉清源は明治以降の人物を選考の対象とした最初の回に打診されるも「未だ修業中の身であるため」と辞退している。死後の2015年、遺族の許可を得て殿堂入りが決まった。